# 안톤 하우스
안톤 하우스(독일어: Anton Haus, 1851년 6월 13일 ~ 1917년 2월 8일)는 오스트리아-헝가리 제국의 해군 제독이었다. 그는 독일어식 이름을 가지고 있지만 사실은 독일인이 아닌 슬로베니아인이다. 그는 슬로베니아의 톨민에서 슬로베니아어를 쓰는 집안에서 아들로 태어났다. 하우스(여기서는 '안톤 하우스'를 말함)는 제1차 세계 대전 당시 해군 함대 사령관을 지냈으며, 1916년에 해군 원수(Großadmiral)가 되었다. 그는 1917년 2월 1일 폐렴으로 별세했다. 사후에 마리아 테레지아 무공훈장을 수여받았다.